# Rusostigma
Rusostigma es un género de insectos hemípteros de la familia Aleyrodidae, subfamilia Aleyrodinae. El género fue descrito primero por Quaintance & Baker en 1917.

## Especies
La siguiente es la lista de especies pertenecientes a este género.
- Rusostigma eugeniae (Maskell, 1896)
- Rusostigma radiirugosa (Quaintance & Baker, 1917)
- Rusostigma tokyonis (Kuwana, 1911)
- Rusostigma tristylii (Takahashi, 1935)